# Gantt-skema
Et Gantt-skema er en type søjlediagram, som illustrerer et projekts tidsplan. Gantt-skema illustrerer datoer for start- og sluttidspunkt for opgaverne i projektet og viser et resumé af projektet. Opgaverne i Gantt-skemaet viser samtidig strukturen (WBS) af projektet. Nogle Gantt-skemaer viser også afhængighed og dermed rækkefølgen mellem opgaverne. Gantt-skemaer kan også bruges til at vise den nuværende tidsplans status ved hjælp af procent-færdig markering og en lodret "I DAG" linje som vist her.

## Historie
Det første kendte Gantt-skema blev udviklet i 1896 af Karol Adamiecki, der kaldte det et harmonogram. Adamiecki offentliggjorde ikke sit arbejde før 1931, og da på henholdsvis polsk og russisk, som ikke er alment forståelige i Vesten. Teknikken bærer derfor navn efter Henry Gantt (1861-1919), som konstruerede sit skema i årene 1910-1915 og populariserede det i Vesten.
I 1980'erne lettede pc'er oprettelse og redigering af Gantt-skemaer. Disse PC-programmer var beregnet primært til projektledere. I slutningen af 1990'erne og begyndelsen af 2000'erne blev brugen udbredt til mange andre mennesker. Senere blev Gantt-skemaer et fælles træk ved web-baserede applikationer, de såkaldte groupware-løsninger.